# Ciprian Matei
 (mai 2013).
Si vous disposez d'ouvrages ou d'articles de référence ou si vous connaissez des sites web de qualité traitant du thème abordé ici, merci de compléter l'article en donnant les références utiles à sa vérifiabilité et en les liant à la section « Notes et références ».
Matei Ciprian est un joueur roumain de volley-ball né le 24 avril 1989. Il mesure 2,00 m et joue pointu. Il est International Roumain.

## Clubs
| Club             | Pays   | De        | À         |
| ---------------- | ------ | --------- | --------- |
| Nice Volley-Ball | France | 2012-2013 | 201?-201? |

## Palmarès
Néant.